# Teorija framinga
Teorija framinga jedna je od teorija masovnih komunikacija u čijoj je osnovi upotreba okvira (eng. frame) kao načina uređivanja informacija kojima smo okruženi. Entman tvrdi da ljudi u komunikaciji koriste interpretacijske okvire, tj. odabiru dijelove informacije i čine ih značajnijima u odnosu na ostatak. U medijskoj komunikaciji, okvire koriste novinari kao komunikatori i publika koja je primatelj informacije.

## Teorijske postavke
Postavke teorije framinga mogu se pronaći u psihologiji i sociologiji. Jedna od socioloških teorija iz koje framing vuče korijenje je atribucijska teorija, čiji je autor Fritz Heider. Heider je eksperimentom pokazao kako ljudi kompleksne informacije u svakodnevnom životu procesuiraju tako da stvaraju vezu između ponašanja kojeg vide i njegovog uzroka. Sociolog Goffman zaključio je da se ljudi oslanjaju na interpretativne sheme nazvane primarnim okvirima. Ovi okviri stabilni su sustavi koji služe za klasifikaciju novih informacija. U komunikaciji su važni kao alat koji služi procesuiranju informacija, no i diskurs medija i društva često se kreira prema primarnim okvirima kako bi se što više utjecalo na način na koji publika interpretira informacije
Teorijske postavke teorije framinga u psihologiji zasnivaju se na teoriji referentnih okvira i teoriji vjerojatnosti. Teorija referentnih okvira tvrdi da se sve prosudbe i percepcije svijeta oko nas odvijaju unutar referentnih okvira, dok Kahneman i Tversky, autori teorije vjerojatnosti, tvrde da sva percepcija ovisi o referencama, tj. da će se informacija protumačiti ovisno o shemi koju osoba primjeni kako bi je interpretirala.

## Kreiranje okvira
Tewskbury i Scheufele tvrde da okvir može postati važan za interpretaciju ako je u skladu s kulturom sudionika u komunikaciji, kada se primjenjuju značenja i informacije važne unutar kulture. Isto tako, način na koji novinari koriste okvire ovisi o društvenim normama i vrijednostima, organizaciji u kojoj rade, utjecaju interesnih grupa, zakonima struke i ideologiji samog novinara. Na stvaranje okvira mogu utjecati i elite, interesne skupine, politički akteri, korporacije i slično.

## Framing u komunikacijskoj znanosti
Kunczik i Zipfel tvrde da okviri u svijesti novinara olakšavaju selekciju informacija i o njima ovisi proces odabira vijesti. Todd Gitlin tvrdi kako "okviri omogućuju novinarima procesuiranje velike količine informacija brzo i rutinski: prepoznati ih kao informaciju, pripisati ih kognitivnim kategorijama i efikasno ih upakirati za publiku".
Nadalje, Brosius i Eps tvrde da frames utječu na odabir vijesti na četiri mjesta: određuju koja će zbivanja novinar shvatiti kao događaj, koje će elemente odabrati za izvješćivanje, u koji će tematski kontekst smjestiti događaj i kako će odrediti njegovu vrijednost vijesti.

## Utjecaj na publiku
Okviri kod publike potiču stvaranje veza između problema i njegovog značenja, uzroka, implikacija i načina rješavanja. Najsnažniji okviri sadrže svaku od ove četiri asocijacije, no svi okviri nisu tako snažni, najviše ih sadrži značenje problema i način rješavanja.